# Heterococcopsis desertus
Heterococcopsis desertus är en insektsart som beskrevs av Bazarov och Nurmamatov 1975. Heterococcopsis desertus ingår i släktet Heterococcopsis och familjen ullsköldlöss. Inga underarter finns listade i Catalogue of Life.